# Агенција за безбједност саобраћаја Републике Српске
Агенција за безбједност саобраћаја Републике Српске је републичка управна организација унутар Министарства саобраћаја и веза Републике Српске. Основана је Законом о безбједности саобраћаја Републике Српске из 2011. године, а почела је са радом 11. октобра 2011. године када ступило на снагу Рјешење о постављању вршиоца дужности директора Агенције  за безбједност саобраћаја Републике Српске.
Агенцијом за безбједност саобраћаја Републике Српске руководи директор, а тренутни вршилац дужности директора је Младен Петровић.

## Надлежности

### Надлежности по Закону о безбједности саобраћаја
Надлежности Агенције за безбједност саобраћаја по Закону о безбједности саобраћаја су:
- организовање и континуирано усавршавање система безбедности саобраћаја у Републици Српској
- подстицање, подршка и координација рада свих субјеката у систему безбедности саобраћаја, а посебно органа управе Републике Српске, јавних предузећа, органа јединица локалне самоуправе, стручних и научноистраживачких организација и институција, невладиних организација и других заинтересованих субјеката
- промоција безбедности саобраћаја, развој и унапређење теоретских и практичних знања и понашања повезаних са безбедношћу саобраћаја
- припрема нацрта стратешких докумената
- оцена и праћење спровођења усвојених стратешких докумената, нарочито праћење прелазних показатеља безбедности саобраћаја (индикатора безбедности саобраћаја) и ставова према безбедности саобраћаја
- преглед и корекција предложених стратегија, програма и акционих планова субјеката у систему безбедности саобраћаја
- припрема нацрта подзаконских аката, стандарда и смјерница који се тичу безбедности саобраћаја
- финансирање активности везаних за безбедност саобраћаја
- коришћење и увезивање база података од значаја за безбедност саобраћаја у Републици Српској
- подршка научноистраживачким институцијама у области безбедности саобраћаја
- планирање, спровођење, контрола и оцењивање медијских активности - кампања у безбедности саобраћаја
- лиценцирање физичких и правних лица у смислу чл. 29. и 30. овог закона (КЗА и К31)
- извештавање Савјета за безбедност саобраћаја Републике Српске, односно Владе о идентификованим проблемима у систему безбедности саобраћаја, спроведеним и планираним мјерама за унапређење и побољшање стања безбедности саобраћаја и начину коришћења средстава за финансирање безбедности саобраћаја, најмање два пута годишње
- учешће и организација међународних конференција и скупова у оквиру делокруга рада Агенције
- други повјерени задаци

### Надлежности по Закону о републичкој управи
Надлежности Агенције за безбједност саобраћаја по Закону о републичкој управи је да обавља стручне и друге послове, који се односе на:
- организовање и стално усавршавање система безбедности саобраћаја у Републици Српској
- подстицање, подршку и координацију рада свих субјеката у систему безбедности саобраћаја, а посебно органа управе Републике Српске, јавних предузећа, органа локалне самоуправе, стручних и научноистраживачких организација и институција, невладиних организација и других заинтересованих субјеката
- промоцију безбедности саобраћаја, развој и унапређивање теоретских и практичних знања, ставова, становишта и понашања повезаних са безбедношћу саобраћаја
- припрема нацрта стратешких докумената
- оцјену и праћење спровођења усвојених стратешких докумената
- преглед и корекција предложених стратегија, програма и акционих планова субјеката у систему безбедности саобраћаја
- припрема подзаконских аката, стандарда и смерница који се тичу безбедности саобраћаја
- финансирање активности у вези са безбедности саобраћаја
- управљање базама података од значаја за безбедност саобраћаја у Републици Српској
- подршку научноистраживачким институцијама у области безбедности саобраћаја
- планирање, спровођење, контролу и оцењивање медијских активности - кампања у безбедности саобраћаја
- лиценцирање физичких и правних лица за ревизију и провјеру путева из аспекта безбедности саобраћаја
- извештавање Владе и Савјета за безбједност саобраћаја Републике Српске о стању безбедности саобраћаја, идентификованим проблемима у систему безбедности саобраћаја, те планираним и спроведеним мјерама за унапређивање и побољшање стања безбедности саобраћаја
- учешће и организација међународних конференција и скупова у оквиру делокруга рада Агенције